# パオロ・マフェイ

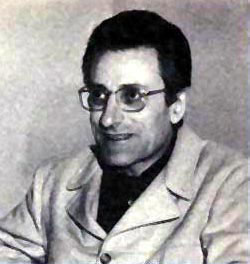
パオロ・マフェイ

パオロ・マフェイ（Paolo Maffei, 1926年 - 2009年3月1日）はイタリアの天文学者。マフェイ銀河群の発見者として知られる。
アレッツォで生まれた。フィレンツェ大学で学んだ後、アルチェトリ天文台、ボローニャ、アジアーゴ天文台、ハンブルク天文台で、研究した。1963年から1975年の間ローマ大学で教え、1975年にカターニア大学天文物理天文台の所長に就任した。1980年にペルージャ大学の教授となり、1987年にl'Associazione Astronomica Umbraを設立した。
1968年カシオペヤ座にマフェイ1、マフェイ2の2つの銀河を発見した。天の川の方向に位置するため，銀河系内の星間ガスによる減光を受けている400光年程度の距離の銀河である。